# Fan Kuan
Dans ce nom, le nom de famille, Fan, précède le nom personnel Kuan.
Fan Kuan (chinois : 范寬 ; pinyin : Fàn Kuān ; Wade : Fan K'uan (fl. 990-1020) est un peintre chinois, paysagiste, de la dynastie Song (960-1279).

## Biographie
Presque aucun détail biographique ne nous est parvenu. Il réalise son œuvre peu de temps après l'artiste Li Cheng (919-967), mais écrit par la suite que la nature est le seul vrai professeur. Il passa le reste de sa vie reclus dans les montagnes du Shanxi. Sa vie est peu connue, à l'exception de son admiration et son amour pour les paysages de montagnes du nord de la Chine.
Voyageurs au milieu des Montagnes et des Ruisseaux, réalisée sur un rouleau de très grande taille, est l'unique peinture de Fan Kuan qui ait survécu. C'est un chef-d'œuvre reconnu et une peinture déterminante pour l'école des Song du nord.
Son œuvre, aujourd'hui disparue à part cette exception, devient un modèle pour les autres artistes chinois. Fan base sa peinture sur le principe taoïste de ne faire qu'un avec la nature. En regardant la peinture, le spectateur réalise comme il est petit comparé à cette grande image de nature. La peinture se focalise sur toute la nature et le monde y est un tout.